# Go Mi Sun
Dans ce nom coréen, le nom de famille, Go, précède le nom personnel.
Go Mi Sun (hangeul : 고미영 ; hanja : 高美英, parfois romanisé en Go Mi-young), née le 3 mars 1967 et morte le 11 juillet 2009 sur le Nanga Parbat, est une alpiniste sud-coréenne connue pour avoir gravi 11 des 14 sommets de plus de 8 000 mètres d'altitude.

## Biographie

### Ascensions dans l'Himalaya
Go Mi Sun commence à gravir les sommets himalayens en 2006 avec son ascension du Cho Oyu, puis celle de l'Everest l'année suivante. Son objectif était de devenir la première femme à réussir l'ascension des 14 plus hauts sommets du monde. Elle fait en 2008 partie de l'expédition qui aboutit au désastre du K2 durant lequel 11 alpinistes trouvent la mort. En 2009 elle devient aux côtés de l'alpiniste coréen Jae-Soo Kim l'une des premières personnes à gravir trois sommets de plus de 8 000 m en six semaines (le Makalu, le Kangchenjunga et le Dhaulagiri).

### Décès
Le 11 juillet 2009, lors de la descente qui suit son ascension du Nanga Parbat, elle est prise dans une tempête et chute du haut d'une falaise. Son cadavre est retrouvé par la suite. Au moment de sa mort, elle avait déjà gravi 11 des 14 plus hauts sommets du monde et talonnait les trois alpinistes Oh Eun-sun, Gerlinde Kaltenbrunner et Edurne Pasaban dont l'objectif était de devenir la première femme à atteindre le sommet de chacun d'entre-eux,,.

## Liste des principales ascensions
1. Cho Oyu (8 201 m) : 2006.
2. Everest (8 849 m) : 2007.
3. Broad Peak (8 046 m) : 2007.
4. Shishapangma (8 027 m) : 2007.
5. Lhotse (8 516 m) : 2008.
6. K2 (8 611 m) : 2008.
7. Manaslu (8 163 m) : 2008.
8. Makalu (8 463 m) : 2009.
9. Kangchenjunga (8 586 m) : 2009.
10. Dhaulagiri (8 167 m) : 2009.
11. Nanga Parbat (8 125 m) : 2009.

## Controverse sur le style d'ascension
Le style d'ascension de Go Mi Sun, de même que celui de sa compatriote Oh Eun-sun, a suscité des polémiques en raison de ce qu'il est essentiellement attaché à battre des records de vitesse d'ascension. De plus, son utilisation d'une assistance respiratoire dans la zone de la mort est critiquée par les tenants d'un alpinisme se faisant dans des conditions plus extrêmes. Enfin l'importance du poids des sponsors sud-coréens pour qu'elle ou Oh Eun-sun soit la première à gravir les 14 sommets est questionnée, au motif que cela peut amener les sportives à prendre des risques trop importants pour aller plus vite que les alpinistes européennes Edurne Pasaban et Gerlinde Kaltenbrunner, dont les premières ascensions himalayennes ont eu lieu plusieurs années avant celles des Sud-Coréennes.